# Villenave-près-Marsac
Villenave-près-Marsac là một xã thuộc tỉnh Hautes-Pyrénées trong vùng Occitanie tây nam nước Pháp.